# Ральці
Ральці (однина — ралець) — натуральна і грошова данина залежних категорій населення козацькій старшині, міській адміністрації, священикам та ін. у Гетьманщині 2-ї пол. 17 — 18 ст. Їх розмір не був сталим. «Дача на ральці» здійснювалася у вигляді «подарунків» кілька разів на рік, як правило, на Пасху та Різдво. Вона нерідко називалася «поклоном» і чітко відмежовувалася від хабаря, офіційно визнавалася владою. Незважаючи на те, що ральці не раз заборонялися гетьманським правлінням і царським урядом уже в 1-й чв. 18 ст., їх місцями продовжували збирати і в 19 ст., наприклад, у Києві, в окремих селах Полтавщини та Київщини. У деяких регіонах України згадки про ральці збереглися в народній пам'яті й донині.